# Liste de jeux PlayStation 4
La liste de jeux PlayStation 4 répertorie les jeux vidéo disponibles sur la console PlayStation 4, distribués par des professionnels, sur le circuit commercial traditionnel, toutes régions confondues.
Remarques :
- Certains des jeux nommés ci-dessous sont encore en développement et peuvent donc changer de nom ou être annulés ;
- Par souci de cohérence avec le reste de Wikipédia en français, il est utile de mettre les appellations françaises si le jeu possède un titre francophone ;
- Cette liste répertorie les jeux distribués sur le circuit commercial traditionnel, c'est-à-dire en version physique. Pour les jeux distribués uniquement en ligne, se référer à la liste de jeux PlayStation Network ;
- Certaines exclusivités peuvent aussi être disponibles sur Windows et PlayStation 5.

Légende :
- (Exclu) = indique son exclusivité à la PlayStation 4.
- (PSVR) = indique si le jeu est compatible PlayStation VR.
- J = sorti uniquement au Japon
- (TL) = indique si le jeu est tiré à un nombre limité d'exemplaires.

- Haut – A
- B
- C
- D
- E
- F
- G
- H
- I
- J
- K
- L
- M
- N
- O
- P
- Q
- R
- S
- T
- U
- V
- W
- X
- Y
- Z

## 0-9
- .hack//G.U. Last Recode - J
- 2Dark
- 3d Billiards
- 3d Minigolf
- 7 Days to Die
- 9 monkeys of shaolin
- 8 Bit Adventure Anthology  - TL
- 8-Bit Armies
- 8-Bit Invaders
- 8 To Glory
- 8 Bit-Hordes
- 11-11: Memories Retold
- 13 Sentinels Aegis Rim
- 88 Heroes
- 99 Vidas - TL
- 428: Shibuya Scramble
- 1971 Project Helios
- 2064: Read Only Memories

## A
- Abzû
- A.O.T. Wings of Freedom
- A.O.T. 2
- A.O.T. 2: Final Battle
- A Hat in Time
- A Hole New World - TL
- A Plague Tale: Innocence
- A-Train de Ikou Exp - J (PSVR)
- A Way Out
- Aaero - TL
- Absolute Drift Zen Edition - TL
- Absolver - TL
- Accel World vs. Sword Art Online
- Ace Combat 7 (PSVR)
- Ace of Seafood - TL
- Aces of the Luftwaffeː Squadron
- Adam's Venture Origin's
- ADK Damashii - TL
- Adventure Time: Finn and Jake Investigations
- Aegis of Earth: Protonovus Assault
- AereA
- AER: Memories of Old
- Aeterno Blade II
- Agatha Christie: The ABC Murders
- Aggelos
- Agents of Mayhem
- Agony
- Air Conflicts Double Pack
- Air Conflicts: Pacific Carriers
- Air Conflicts: Secreft Wars Ultimate Edition
- Air Conflicts: Vietnam Ultimate Edition
- Airport Simulator 2019
- Akiba's Beat
- Akiba's Trip 2+A - J
- Akiba's Trip: Undead and Undressed
- Aladdin and The Lion King
- Alan Wake Remastered
- Alchemic Jousts
- Alekhine's Gun
- Aleste Collection - TL
- Alex Kidd in Miracle World DX
- Alienation
- Alien: Isolation
- Aliens: Fireteam Elite
- Amaekata Wa Kanojo Nari Ni - J
- American Fugitive
- Among the Sleep
- Ancestors Legacy
- Angry Birds Star Wars
- Anima: Gate of Memories
- Anoko wa Ore kara Hanarenai - J
- Anonymous;Code - J
- Anthem
- Antiquia Lost - TL
- AO International Tennis
- Ao no Kanata no Four Rhythm - J
- Aotennis 2
- Apex Legends
- Aqua Kitty: Milk Mine Defender DX - TL
- Aragami
- Aragami 2
- Arcade Spirits
- Arietta of Spirits
- ArmaGallant: Decks of Destiny
- Armello
- Arcadegeddon
- Arcania : The Complete Tale
- ARK: Survival Evolved
- Arslan: The Warriors of Legend
- Ary and the Secret of Seasons
- Arzette: The Jewel of Faramore
- Asdivine Dios - TL
- Asdivine Hearts - TL
- Asdivine Hearts II - TL
- Assassin's Creed III Remastered
- Assassin's Creed IV: Black Flag
- Assassin's Creed Chronicles
- Assassin's Creed Mirage
- Assassin's Creed Odyssey
- Assassin's Creed Origins
- Assassin's Creed Rogue Remastered
- Assassin's Creed Syndicate
- Assassin's Creed: The Ezio Collection
- Assassin's Creed Unity
- Assassin's Creed Valhalla
- Astebreed - TL
- Assault Suit Leynos
- Ashes Cricket (en)
- Assetto Corsa
- Astérix & Obélix : Baffez-les tous !
- Astérix & Obélix XXL Romastered
- Astérix & Obélix XXL 2
- Astérix & Obélix XXL 3 : Le Menhir de cristal
- Astérix & Obélix XXXL : Le Bélier d'Hibernie
- Astro Bot Rescue Mission (PSVR) (Exclu)
- ATARI Flashback Classics Vol 1
- ATARI Flashback Classics Vol 2
- Atelier Firis: The Alchemist and the Mysterious Journey
- Atelier Lulua: Scion of Arland
- Atelier Lydie and Suelle: The Alchemists and the Mysterious Paintings
- Atelier Meruru: The Aprentice of Arland DX - J
- Atelier Rorona: The Alchemist of Arland DX - J
- Atelier Ryza: Ever Darkness & the Secret Hideout
- Atelier Ryza 2: Lost Legends & the Secret Fairy
- Atelier Sophie: The Alchemist of the Mysterious Book
- Atelier Totori: The Adventurer of Arland DX - J
- Atomic Heart
- Atrapa la Bandera
- ATV Drift and Tricks
- ATV Renegades
- Aven Colony
- Away - Journey to the Unexpected - TL
- AWAY: The Survival Series
- Awesomenauts Assembleǃ
- Axiom Verge
- Azur Lane Crosswave
- Azure Striker Gunvolt - Striker pack

## B
- Back 4 Blood
- Back to the Future 30th Anniversary Edition
- Baila Latino
- Baja: Edge of Control HD
- Baldo
- Batman: Arkham Knight
- Batman: Arkham Knight: Game of the Year Edition
- Batman: Arkham VR (PSVR)
- Batman: Return to Arkham
- Batman: The Enemy Within
- Batman: The Telltale Series
- Battleborn
- Battlefield 1
- Battlefield 4
- Battlefield V
- Battlefield 2042
- Battlefield: Hardline
- Battlezone (PSVR)
- Battle Chasers: Nightwar
- Battle Garegga - TL
- Battle Princess Madelyn
- Battle Worlds: Kronos
- Beast Quest
- Ben 10
- Berserk and the Band of the Hawk
- Beyond Flesh and Blood
- Beyond Good and Evil 2
- Big Buck Hunter Arcade
- Biohazard Value Pack - J
- Biomutant
- BioShock The Collection
- Birthdays the Beginning
- Black Book
- Black Mirror
- Black Rose Valkyrie - J
- Blacksea Odyssey - TL
- Blade Arcus from Shining EX - J
- Bladestorm Nightmare
- Blade Strangers
- BlazBlue: Central Fiction
- BlazBlue: Cross Tag Battle
- BlazBlue: Cross Tag Battle - Special Edition
- BlazBlue: Chrono Phantasma Extend
- Bleed
- Bleed 2
- Blood Bowl 2
- Bloodborne (Exclu)
- Bloodborne: Game of the Year Edition (Exclu)
- Bloodborne: The Old Hunters (Exclu)
- Bloodstained: Curse of the Moon (TL)
- Bloodstained: Ritual of the Night (TL)
- Blue Rider
- Blue Reflection
- Borderlands: The Handsome Collection
- Borderlands 3
- Border Break - J
- Bound by Flame
- Bravo Team (PSVR)
- Brawlhalla
- Breach & Clear Deadline - TL
- Broken Age - TL
- Brothers: A Tale of Two Sons
- Brunswick Pro Bowling
- Bubsy: The Woolies Strike Back
- Bunny Must Die! Chelsea and the 7 Devils.
- Bullet Girls Phantasia - J
- Bulletstorm: Full Clip Edition
- Bunny Must Die! Chelsea and the 7 Devils - TL
- Burnout Paradise Remastered

## C
- Cabela's African Adventures
- Caladrius Blaze
- Caligula Overdose - J
- Call of Cthulhu
- Call of Duty: Advanced Warfare
- Call of Duty: Black Ops 6
- Call of Duty: Black Ops III
- Call of Duty: Black Ops IIII
- Call of Duty: Black Ops Cold War
- Call of Duty: Ghosts
- Call of Duty: Infinite Warfare
- Call of Duty: Modern Warfare
- Call of Duty: Modern Warfare II
- Call of Duty: Modern Warfare III
- Call of Duty 4: Modern Warfare Remastered
- Call of Duty: Modern Warfare 2 Campaign Remastered
- Call of Duty: Vanguard
- Call of Duty: Warzone
- Call of Duty: Warzone 2.0
- Call of Duty: WWII
- Can't drive this
- Catherine Full body
- ClaDun Returns: This is Sengoku!
- Captain Tsubasa: Rise of New Champions
- Carmageddon: Max Damage
- Cars 3 : Course vers la victoire
- Cartoon Network: Battle Crashers
- Cat Quest
- Caveman Warriors
- Chaos;Child
- Chariot - TL
- Chicken Range
- Child of Light
- Choo-Choo Charles
- Circuit Breakers
- Citadel: Forged with Fire
- Cities: Skylines
- Clannad - J
- Claire Extended Cut - TL
- Conan Exiles
- Constructor
- Constructor +
- Contra: Rogue Corps
- Code: Realize Saikou no Hanataba - J
- Code Vein
- Control
- Cosmic Star Heroine (TL)
- Cotton Fantasy: Superlative Night Dreams
- Cotton Guardian Force Saturn Tribute - J
- Cotton Reboot!: Fantastic Night Dreams
- Crash Bandicoot: N. Sane Trilogy
- Crash Bandicoot 4: It's About Time
- Crash Team Racing: Nitro-Fueled
- Crash Team Rumble
- Crisis on the Planet of the Apes
- Croixleur Sigma (PSVR)
- Crows: Burning Edge - J
- Curse n chaos - TL
- Curse of the Dead Gods
- Cursed Castilla EX (Maldita Castilla EX)
- Cyber Troopers Virtual-On Masterpiece 1995-2001 - J
- Cyberdimension Neptunia: 4 Goddesses Online
- Cyberpunk 2077

## D
- Danganronpa 1-2 Reload
- Danganronpa V3: Killing Harmony
- Danganronpa Another Episode: Ultra Despair Girls
- Darius - J
- Darius Cozmic Collection Arcade
- Darius Cozmic Collection Console
- DariusBurst: Chronicle Saviours
- Darkest Dungeon - J
- Dark Rose Valkyrie
- Dark Souls: Remastered
- Dark Souls II: Scholar of the First Sin
- Dark Souls III
- Darksiders: Warmastered Edition
- Darksiders II: Deathinitive Edition
- Darksiders III
- Date A Live: Rio Reincarnation
- Date A Live: Ren Dystopia - J
- Days Gone  (Exclu)
- de Blob
- Dead Alliance
- Dead by Daylight
- Dead Island Definitive Edition
- Dead Island 2
- Dead or Alive 5: Last Round
- Dead or Alive 6
- Dead or Alive Xtreme 3: Fortune (PSVR)
- Dead or Alive Xtreme 3: Scarlet (PSVR)
- Deadlight: Director's Cut
- Deadpool
- Dead Rising
- Dead Rising 2
- Dead Rising 4
- Dead Rising 4: Frank's Big Package
- Dead Synchronicity: Tomorrow Comes Today
- Death Come True
- Death end re;Quest
- Death Stranding
- Deathsmiles I II - J
- Deception IV: The Nightmare Princess
- De-formers
- Dengeki Bunko: Fighting Climax Ignition - J
- Demons Age
- Demon Gaze II
- Deponia
- Destiny
- Destiny : La Collection
- Destiny : Le Roi des Corrompus
- Destiny 2
- Detroit: Become Human
- Deus Ex: Mankind Divided
- Devil May Cry 4 Special Edition
- Devil May Cry 5
- Dex
- Diablo III: Ultimate Evil Edition
- Diablo IV
- Digimon Story: Cyber Sleuth
- Digimon World: Next Order
- Dino Dini's Kick Off Revival
- Dirt 4
- Dirt 5
- Dirt Rally Legend Edition
- Dirt Rally 2.0
- Disgaea 1 Complete
- Disgaea 5: Alliance of Vengeance
- Disgaea 6: Defiance of Destiny - J
- Dishonored: Death of the Outsider
- Dishonored: Definitive Edition
- Dishonored 2
- Disney Infinity: Marvel Super Heroes
- Disney Infinity 3.0
- Dissidia Final Fantasy NT
- Divinity: Original Sin Enhanced Edition
- DJMax Respect
- DmC: Devil May Cry: Definitive Edition
- Don Bradman Cricket
- Don't Starve: Mega Pack
- Don't Knock Twice
- Doom
- Doom VFR (PSVR)
- Dragon Age: Inquisition
- Dragon Age: Inquisition: Game of the Year Edition
- Dragon Ball FighterZ
- Dragon Ball Xenoverse
- Dragon Ball Xenoverse 2
- Dragon Ball Z: Kakarot
- Dragon Quest Builders
- Dragon Quest Builders 2
- Dragon Quest Heroes : Le Crépuscule de l’Arbre du Monde
- Dragon Quest Heroes II
- Dragon Quest XI : Les Combattants de la destinée
- Dragon's Crown Pro
- Dragon’s Dogma: Dark Arisen
- Dragon's Dogma Online - J
- Drawn to Death
- Drawfighters
- Dreams (Exclu)
- Dreamfall Chapters
- Dredge
- DriveClub (Exclu)
- DriveClub VR (PSVR)
- Duck Dynasty
- Dungeons 2
- Dungeons 3
- Dying Light
- Dying Light: The Following Enhanced Edition
- Dying Light 2 Stay Human
- Dynasty Warriors 8: Empires
- Dynasty Warriors 8: Xtreme Legends Complete Edition
- Dynasty Warriors 9

## E
- EA Sports UFC
- EA Sports UFC 2
- EA Sports UFC 3
- Eagle Flight (PSVR)
- Earth Defense Forces 4.1 The Shadow of New Despair
- Earth Defense Force 5
- Earth's Dawn
- Earthlock
- eBaseball Powerful Pro Yakyū 2020 - J
- eFootball
- eFootball Pro Evolution Soccer 2020
- eFootball PES 2021 Season Update
- Elden Ring
- Elex
- Elex 2
- Elite Dangerous
- ESP Ra.De. Psi - J
- Ether One
- Eve: Valkyrie (PSVR)
- Everybody's Golf
- Evolve
- Exist Archive: The Other Side of the Sky
- Extinction

## F
- F1 2015
- F1 2016
- F1 2017
- F1 2018
- F1 2019
- F1 2020
- F1 2021
- F1 22
- Fairy Fencer F: Advent Dark Force (en)
- Fallout 4
- Fallout 76
- Far Cry 3 Classic Edition
- Far Cry 4
- Far Cry 5
- Far Cry 6
- Far Cry: New Dawn
- Far Cry Primal
- Farming Simulator 15
- Farming Simulator 17
- Farming Simulator 19
- Farming Simulator 22
- Farpoint (PSVR)
- Fate/EXTELLA: The Umbral Star
- Fate/EXTELLA Celebration Box (TL) - J
- Fate/EXTELLA LINK
- Fat Princess Adventures (en)
- Fe
- FIFA 14
- FIFA 15
- FIFA 16
- FIFA 17
- FIFA 18
- FIFA 19
- FIFA 20
- FIFA 21
- FIFA 22
- FIFA 23
- Final Fantasy Type-0 HD
- Final Fantasy VII Remake
- Final Fantasy X/X-2 HD Remaster
- Final Fantasy XII: The Zodiac Age
- Final Fantasy XIV: A Realm Reborn
- Final Fantasy XIV: Heavensward
- Final Fantasy XIV: Édition Intégrale
- Final Fantasy XV
- Final Fantasy XV: Édition Royale
- Fire Pro Wrestling World
- Firefighters: The Simulation
- Fist of the North Star: Lost Paradise
- FlatOut 4: Total Insanity
- Flinthook
- Flockers
- For Honor
- Forager
- Forestry 2017: The Simulation
- Fort Boyard
- Fort Boyard 2022
- Fort Boyard - Nouvelle Edition
- Fortnite
- Friday the 13th, le jeu

## G
- Gal*Gun Double Peace (en)
- Gal*Gun Double Peace Bilingal (en) - J
- Gal*Gun 2 (en)
- Game of Thrones: A Telltale Games Series
- Game Paradise Cruisin Mix - J
- Game Paradise Cruisin Mix Special - J
- Gang Beasts
- Gendai Daisenryaku 2017 - J
- Genkai Tokki: Castle Panzers - J
- Get Even
- Ghost Blade HD
- Ghost of Tsushima (Exclu)
- Ghostbusters
- Ghostrunner
- Giana Sisters: Twister Dreams Director's Cut
- Ginger: Beyond The Crystal
- Gintama Rumble
- God Eater 2: Rage Burst
- God Eater 3
- God Eater Resurrection (en)
- Godfall
- God of War (Exclu)
- God of War III: Remastered (Exclu)
- God of War: Ragnarök  (Exclu)
- God Wars: Future Past
- Godzilla
- Golem (PSVR) (Exclu)
- Gran Turismo 7  (Exclu)
- Gran Turismo Sport (PSVR) (Exclu)
- Granblue Fantasy Versus
- Grand Ages: Medieval
- Grand Kingdom
- Grand Theft Auto III
- Grand Theft Auto V
- Grand Theft Auto: San Andreas
- Grand Theft Auto: The Trilogy – The Definitive Edition
- Grand Theft Auto: Vice City
- Gravel
- Gravity Rush Remastered (Exclu)
- Gravity Rush 2 (Exclu)
- Grip : Combat Racing
- Grow a Garden
- Guilty Gear Xrd -Revelator-
- Guilty Gear Xrd -SIGN-
- Guitar Hero Live
- Gundam Breaker 3 - J
- Gundam Versus
- Gundemoniums (TL)
- Gunvolt Chronicles: Luminous Avenger iX

## H
- Handball 16
- Handball 17
- Hakuouki: Shinkai Fukaden - J
- Hakoniwa Company Works - J
- Has-Been Heroes
- Hasbro Family Fun Pack
- Hatsune Miku Project DIVA Future Tone DX - J
- Hatsune Miku Project Diva X (PSVR)
- Headliner: NoviNews
- Heart and Slash
- Heaven's Vault
- Heavenly Bodies (Exclu)
- Heavy Rain & Beyond Collection (Exclu)
- Hellblade: Senua's Sacrifice
- Helldivers Super-Earth Ultimate Edition
- Here They Lie
- Hidden Agenda
- Higurashi no naku koro ni Hou - J
- Hitman
- Hitman 2
- Hitman 3
- Hollow Knight: Silksong
- Homefront: The Revolution
- Home Sweet Home
- Horizon Zero Dawn  (Exclu)
- Horizon II: Forbidden West  (Exclu)
- Hoshi Ori Yume Mirai - J
- Hotline Miami: Collected Edition - J
- Hotshot Racing
- Hunt: Horrors of the Gilded Age
- Hunting Simulator
- Hustle Kings (PSVR)
- Hyperdimension Neptunia Re;Birth 1 Plus - J
- Hyperdimension Neptunia: Sisters vs. Sisters - J
- Hyper Light Drifter - J

## I
- I Am Setsuna
- Ikaruga
- Immortal: Unchained
- Industry Giant II
- Infamous: First Light (Exclu)
- inFamous: Second Son (Exclu)
- Infernax
- Infinifactory
- Injustice: Les Dieux sont parmi nous Ultimate Edition
- Injustice 2
- Inside/Limbo Double Pack
- Insurgency: Sandstorm
- Island - J
- Island Saver
- Itadaki Street: Dragon Quest & Final Fantasy 30th Anniversary - J
- Iwaihime Matsuri - J

## J
- Jeux Olympiques de Tokyo 2020 - le jeu vidéo officiel
- Jikkyou Powerful Pro Yakyuu 2016 - J
- Joe's Diner
- JoJo's Bizarre Adventure: Eyes of Heaven
- Journey Collector's Edition
- Joysound.TV Plus - J
- Jumanji, le jeu vidéo
- Jump Force
- Just Cause 3
- Just Cause 4
- Just Dance 2014
- Just Dance 2015
- Just Dance 2016
- Just Dance 2017
- Just Dance 2018
- Just Sing
- Jurassic World Evolution
- Jurassic World Evolution 2
- J-Stars Victory VS+

## K
- Kamen Rider: Climax Fighters - J
- Kamen Rider: memory of heroez - J
- Ken Follett's The Pillars of the Earth
- Kena: Bridge of Spirits (Exclu)
- Kentucky Route Zero: TV Edition
- Kerbal Space Program
- Kerbal Space Program 2
- Ketsui Deathtiny: Kizuna Jigoku Tachi - J
- Kholat
- Kill la Kill the Game: IF
- Killing Floor 2
- Killzone: Shadow Fall (Exclu)
- Kingdom Come: Deliverance
- Kingdom Hearts HD 1.5 + 2.5 Remix
- Kingdom Hearts HD 2.8 Final Chapter Prologue
- Kingdom Hearts 3
- King's Quest: The Complete Collection
- Knack (Exclu)
- Knack 2 (Exclu)
- Knowledge is Power
- Koihime Enbu - J
- Kono Subarashii Sekai ni Syukufuku wo! Kono Yokubukai Game ni Shinpan o - J
- Kono Yo no Hate de Koi o Utau Shoujo YU-NO - J
- Kyoei Toshi - J
- Kromaia Omega
- Kung-Fu Panda : Le Choc des Légendes

## L
- L.A. Noire
- La Terre du Milieu : L'Ombre du Mordor
- La Terre du Milieu : L'Ombre de la Guerre
- Labyrinth Life - J
- Labyrinth of Refrain: Coven of Dusk (ja)
- Lara Croft and the Temple of Osiris
- Left Alive
- Legend of Kay Anniversary HD
- Lego Batman 3 : Au-delà de Gotham
- Lego City Undercover
- Lego DC Super-Vilains
- Lego Dimensions
- Lego Harry Potter Collection
- Lego Jurassic World
- Lego Le Hobbit
- Lego Les Indestructibles
- Lego Marvel's Avengers
- Lego Marvel Super Heroes
- Lego Marvel Super Heroes 2
- Lego Ninjago, le film : Le Jeu vidéo
- Lego Star Wars : Le Réveil de la Force
- Lego Worlds
- Lego The Movie The Videogame
- Leisure Suit Larry : Wet Dreams Don't Dry
- Les Chevaliers de Baphomet : La Malédiction du serpent
- Les Gardiens de la Galaxie
- Les Lapins Crétins Invasion : La Série Télé Interactive
- Les Sims 4
- Let It Die
- Let's Sing 2016
- Lichdom: Battlemage
- Life is Strange
- Little Witch Academia: Chamber of Time
- LittleBigPlanet 3 (Exclu)
- Little Nightmares
- Little Nightmares 2
- Little Nightmares III
- Loading Human: Chapter 1 (PSVR)
- LocoRoco
- Lock's Quest
- Lost Sphear
- Lords of the Fallen
- Lumo

## M
- Mad Max
- Madden NFL 15
- Madden NFL 16
- Madden NFL 17
- Madden NFL 18
- Madden NFL 19
- Madden NFL 20
- Madden NFL 21
- Madden NFL 25
- Mafia III
- Maitetsu -pure station- - J
- Mark McMorris: Infinite Air
- Marvel vs. Capcom: Infinite
- Marvel's Avengers
- Marvel's Guardians of the Galaxy - The Telltale Series
- Marvel's Spider-Man (Exclu)
- Marvel's Spider-Man: Miles Morales  (Exclu)
- Mary Skelter 2 - J
- Mary Skelter Finale
- Mass Effect: Andromeda
- Mass Effect : Édition Légendaire
- Matterfall  (Exclu)
- Max: The Curse of Brotherhood
- MediEvil
- Megadimension Neptunia VII
- Megadimension Neptunia VIIR (PSVR)
- Mega Man 11
- Mega Man: Legacy Collection
- Mega Man: Legacy Collection 1+2
- Mega Man: Legacy Collection 2
- Mega Man X: Legacy Collection
- Mega Man X: Legacy Collection 1+2
- Mega Man X: Legacy Collection 2
- Mega Man Zero/ZX: Legacy Collection
- Mato Kurenai Yuugekitai Daybreak Special Gigs - J
- Marvel Pinball - Epic Collection: Volume 1
- Metal Gear Solid: Master Collection Volume 1
- Metal Gear Solid V: Ground Zeroes
- Metal Gear Solid V: The Definitive Experience
- Metal Gear Solid V: The Phantom Pain
- Metal Gear Survive
- Metal Max Xeno
- Metro Exodus
- Metro Redux
- Micro Machines World Series
- Mighty No. 9
- Million Arthur: Arcana Blood - J
- Minecraft
- Minecraft: Story Mode
- Minecraft: Story Mode - Saison 2
- Mirror's Edge Catalyst
- MLB 14: The Show (Exclu)
- MLB 15: The Show (Exclu)
- MLB The Show 16 (Exclu)
- MLB The Show 17 (Exclu)
- MLB The Show 18 (Exclu)
- MLB The Show 19 (Exclu)
- MLB The Show 20 (Exclu)
- MLB The Show 21
- Moe Moe 2-ji Taisen Ryoku 3 - J
- Monkey King: Hero Is Back
- Monopoly: Family Fun Pack
- Monster Energy Supercross: The Official Videogame
- Monster Hunter Frontier Z - J
- Monster Hunter: World
- Monster Jam: Crush It!
- Mordheim: City of the Damned
- Mortal Kombat X
- Mortal Kombat XL
- Mortal Kombat 11
- MotoGP 14
- MotoGP 15
- MotoGP 17
- MotoGP 18
- MotoGP 19
- Motorcycle Club
- Moto Racer 4
- Mount and Blade: Warband
- Murdered: Soul Suspect
- MX vs. ATV Supercross
- MX vs. ATV All Out
- MXGP
- MXGP 2
- MXGP 3
- MXGP 4
- My Hero:One's Justice
- My Hero:One's Justice 2
- My Name is Mayo
- My Name is Mayo 2

## N
- Naruto Shippūden: Ultimate Ninja Storm 4
- Naruto Shippūden: Ultimate Ninja Storm 4 - Road to Boruto
- Naruto Shippūden: Ultimate Ninja Storm Legacy
- Naruto Shippūden: Ultimate Ninja Storm Trilogy
- Naruto to Boruto: Shinobi Striker
- NASCAR Heat 2
- NASCAR Heat Evolution
- Natsuiro High School Seisyun Hakusyo - J
- Natural Doctrine
- NBA 2K14
- NBA 2K15
- NBA 2K16
- NBA 2K17
- NBA 2K18
- NBA 2K19
- NBA 2K20
- NBA 2K21
- NBA 2K22
- NBA 2K23
- NBA 2K24
- NBA 2K25
- NBA Live 14
- NBA Live 15
- NBA Live 16
- NBA Live 18
- NBA Live 19
- NBA Playgrounds 2
- Need for Speed
- Need for Speed Heat
- Need for Speed: Payback
- Need for Speed: Rivals
- Nelke & the Legendary Alchemists: Ateliers of the New World
- Neptunia Virtual Stars
- N.E.R.O.: Nothing Ever Remains Obscure
- New Game! The Challenge Stage - J
- New Gundam Breaker
- New Gundam Breaker - Build G Sound Edition (TL) - J
- New Gundam Breaker - Premium Edition (TL) - J
- NHL 15
- NHL 16
- NHL 17
- NHL 18
- NHL 19
- NHL 20
- Ni no kuni : La Vengeance de la sorcière céleste - Remastered
- Ni no kuni II : L'Avènement d'un nouveau royaume
- Nickelodeon All-Star Brawl
- Nickelodeon Kart Racers
- Nioh
- Nioh 2
- Nier Replicant
- Nier: Automata
- Nights of Azure
- Nights of Azure 2
- Nine Parchments
- Nitroplus Blasterz: Heroines Infinite Duel
- No Heroes Allowed - J (PSVR)
- No Man's Sky
- Nobunaga's Ambition: sphere of Influence
- Nobunaga no Yabō Online: Tenka Mugen no Shō - J
- Nobunaga no Yabō: Taishi - J
- Nom Nom Galaxy
- Now That's What I Call Sing
- Now That's What I Call Sing 2

## O
- Occultic ; Nine
- Oceanhorn: Monster of Uncharted Seas
- Odin Sphere Leifthrasir
- Oddworld: New 'n' Tasty!
- OlliOlli: Epic Combo Edition
- OlliOlli 2: Welcome to Olliwood
- Okami HD
- Omega Quintet (en)
- Omega Labyrinth Z - J
- OneChanbara Z2: Chaos
- One Piece: Burning Blood
- One Piece: Pirate Warriors 3
- One Piece: Pirate Warriors 4
- One Piece Odyssey
- One Piece: Unlimited World Red
- One Piece: World Seeker
- One Punch Man: A Hero Nobody Knows
- ONRUSH
- Outlast
- Outlast 2
- Outcast : Second Contact
- Overcooked
- Overcooked 2
- Overkill's the walking dead
- Overwatch
- Overwatch 2

## P
- Pac-Man Championship Edition 2
- Paragon
- PaRappa The Rapper
- Past Cure
- Patapon
- Payday 2: Crimewave Edition
- Persona 3: Dancing in Moonlight (PSVR)
- Persona 5
- Persona 5 Royal
- Persona 5 Strikers
- Persona 5: Dancing in Starlight (PSVR)
- Persona Dancing All Star Triple Pack (PSVR)
- Phantasy Star Online 2 - J
- Phantom Breaker: Battle Grounds Overdrive
- Pharaonic
- Pillars of Eternity
- Pineview Drive
- Planet Alpha
- Planet Coaster
- Plants vs. Zombies: Garden Warfare
- Plants vs. Zombies: Garden Warfare 2
- PlayStation VR Worlds (PSVR)
- Pocky and Rocky Reshrined
- Portal Knights
- Prison Architect
- Prey
- Power Rangers: Battle for the Grid
- Princess Crown - J
- Pro Evolution Soccer 2015
- Pro Evolution Soccer 2016
- Pro Evolution Soccer 2017
- Pro Evolution Soccer 2018
- Pro Evolution Soccer 2019
- Professional Farmer: American Dream
- Professional Farmer 2016
- Professional Farmer 2017
- Professional Lumberjack 2016
- Project CARS
- Project CARS: Game of the Year Edition
- Project CARS 2
- Prototype
- Prototype 2
- Psychonauts in the Rhombus of Ruin
- Psycho-Pass: Mandatory Happiness
- Psyvariar Delta - J
- Punch Line - J
- Pure Chess (en)
- Pure Pool (en)
- Pure Hold'em World Poker Championships
- Putty Squad (en)
- Puyo Puyo Champions
- Puyo Puyo Tetris

## Q
- Quantum Error (Exclu)
- Quar: Infernal Machines
- Q.U.B.E. 2
- Qui es-tu ?

## R
- Rabbit × Labyrinth: Puzzle out stories - J
- Rabi-Ribi
- R.B.I. Baseball 14
- R.B.I. Baseball 15
- R.B.I. Baseball 16
- R.B.I. Baseball 17
- R.B.I. Baseball 18
- R.B.I. Baseball 19
- Rad Rodgers
- Radial-G: Racing Revolved
- Rage 2
- Raid: World War 2
- Railway Empire
- Rainbow Moon
- Rainbow Skies
- Raiden V: Director's Cut
- Rapala Fishing Pro Series
- Ratchet and Clank (Exclu)
- Raven's Cry
- Rayman Legends
- Real Farm
- Realms of Arkania: Blade of Destiny
- Red Dead Online
- Red Dead Redemption
- Red Dead Redemption II
- Redout
- Redout 2
- Repkiss
- République
- Resident Evil 2
- Resident Evil 3
- Resident Evil 4
- Resident Evil 4 (Remake)
- Resident Evil 5
- Resident Evil 6
- Resident Evil 7 (PSVR)[1]
- Resident Evil Origins Collection
- Resident Evil: Revelations
- Resident Evil: Revelations 2
- Resident Evil Village
- Retro City Rampage: DX (TL)
- Reus
- Rewrite - J
- Rez Infinite (PSVR) (TL)
- Re:Zero kara Hajimeru Isekai Seikatsu Death of Kiss - J
- Ride
- Ride 2
- Ride 3
- RIGS: Mechanized Combat League (PSVR)
- RiME
- Rise of the Tomb Raider: 20 Year Celebration (PSVR)
- Rise: Race the Future
- Risen 3: Enhanced Edition
- Rive (en)
- River City Melee: Battle Royal Special
- Road Not Taken
- Road Rage (en)
- Robinson: The Journey
- Rock Band 4
- Rocket League
- Rocksmith 2014
- Rogue Stormers
- Rogue Trooper Redux
- Romance of the Three Kingdoms XIII
- Romance of the Three Kingdoms XIV - J
- Root Letter
- Rory McIlroy PGA Tour
- Rugby 15
- Rugby 18
- Rugby Challenge 3
- Rugby League Live 3
- Rugby League Live 4
- Rugby World Cup 2015

## S
- Sackboy: A Big Adventure  (Exclu)
- Saint Seiya: Soldiers' Soul
- Saints Row IV: Re-Elected
- Sakura Wars
- Samurai Shodown
- Samurai Shodown Neo Geo Collection
- Samurai Warriors 4
- Samurai Warriors 4-II
- Samurai Warriors 4 Empire
- Samurai Warriors: Spirit of Sanada
- Saturday Morning RPG (TL)
- Scribblenauts Showdown
- School Girl/Zombie Hunter
- SD Gundam G Generation Genesis
- Sébastien Loeb Rally Evo
- Secret of Mana
- Sekiro: Shadows Die Twice
- Semispheres
- Senko no Ronde 2
- Sengoku Basara Sanada Yukimura-Den - J
- Sengoku Basara 4 Sumeragi - J
- Sengoku Hime 5: Senka Tatsu Haou no Keifu - J
- Senran Kagura: Estival Versus
- Senran Kagura: Estival Versus - Sakura Edition - J
- Senran Kagura: Peach Beach Splash (PSVR)
- Senran Kagura: Peach Beach Splash - Sunshine Edition (PSVR) - J
- Senran Kagura Burst Re:Newal
- Seven Deadly Sins : Knights of Britannia
- Shadow of the Beast
- Shadow of The Colossus Remake (Exclu)
- Shadow of the Tomb Raider
- Shadow Tactics: Blades of the Shogun
- Shadow Warrior
- Shadow Warrior 2
- Shadwen
- Shantae: Half-Genie Hero
- Shantae: Half-Genie Hero - Ultimate Edition
- Shantae and the Seven Sirens
- Shenmue I & II
- Shenmue III
- Sherlock Holmes : Crimes et châtiments
- Sherlock Holmes: The Devil's Daughter
- Shiawase Shou no Kanrinin-san - J
- Shiin - J
- Shikhondo: Soul Eater
- Shinobi, Koi Utsutsu: Banka Aya Emaki - J
- Shiny
- Shin Hayarigami 2 - J
- Shin Yomawari
- Shiness
- Shining Resonance Refrain
- Shoppe Keep
- Shovel Knight
- Sid Meier's Civilization VI
- Sid Meier's Civilization VII
- Sifu (exclu)
- Silence
- Simply Series G4U Vol.1: The Mahjong - J
- Sine Mora EX
- SingStar Celebration
- Singstar Frozen
- Singstar Ultimate Party
- Sisters Royale: Five Sisters Under Fire
- Skul: The Hero Slayer
- Skull and Bones
- Skull Island: Rise of Kong
- Skullgirls 2nd Encore
- Skylanders: Imaginators
- Skylanders: SuperChargers
- Skylanders: Swap Force
- Skylanders: Trap Team
- Slain: Back From Hell
- Sleeping Dogs: Definitive Edition
- Sniper Elite III
- Sniper Elite 4
- Sniper Elite 5
- Sniper Elite: Resistance
- Sniper: Ghost Warrior 3
- SNK Heroines: Tag Team Frenzy
- SNK 40 th anniversary collection
- Snoopy : La Grande Aventure
- Song Of Memories
- Song of the Deep
- Sonic Colours Ultimate
- Sonic Forces
- Sonic Frontiers
- Sonic X Shadow Generations
- Sonic Mania
- Sonic Mania Plus
- Sonic Superstars
- Sorry We're Closed
- SOS Fantômes, le jeu vidéo - Remastered
- SoulCalibur VI
- South Park : Le Bâton de la Vérité
- South Park: L'Annale du Destin
- Space Channel 5 VR: Kinda Funky News Flash! (PSVR)
- Space Hulk
- Space Hulk Ascension
- Space Hulk: Deathwing
- Spintires: MudRunner
- Spyro Reignited Trilogy
- Starblood Arena
- Stardew Valley
- Star Ocean 5: Integrity and Faithlessness
- Star Trek: Bridge Crew (PSVR)
- Star Wars: Battlefront
- Star Wars: Battlefront II
- Star Wars Jedi: Fallen Order
- Star Wars Jedi: Survivor
- SteamWorld Collection
- SteamWorld Dig 2
- Steins;Gate 0
- Steins;Gate Elite - J
- Steep
- Steep: Winter Games Edition
- Stern Pinball Arcade
- Stick It to the Man!
- Strange brigade
- Street Fighter V
- Street Fighter 30th Anniversary Collection
- Streets of Rage 4
- Strider
- Styx: Shards of Darkness
- Sublevel Zero Redux
- Subnautica
- Subnautica: Below Zero
- Sudden Strike 4
- Summer Lesson: Miyamoto Hikari Edition - J
- Summon Night 6: Lost Borders (en)
- SUPERBEAT: XONiC EX
- Super Bomberman R
- Super Dungeon Bros
- Super Meat Boy
- Super Neptunia RPG
- Super Robot Taisen T - J
- Super Robot Taisen T: Premium Anime Song & Sound Edition (TL) - J
- Super Robot Taisen V - J
- Super Robot Taisen V: Premium Anime Song & Sound Edition (TL) - J
- Super Robot Taisen X - J
- Super Robot Taisen X: Premium Anime Song & Sound Edition (TL) - J
- Surf World Series
- Surviving Mars
- Sword Art Online: Alicization Lycoris
- Sword Art Online: Fatal Bullet
- Sword Art Online: Fatal Bullet - Complete Edition
- Sword Art Online: Game Director's Edition - J
- Sword Art Online: Hollow Realization
- Sword Art Online: Lost Song
- Syberia 3
- Syndrome (PSVR)

## T
- Tachyon Project
- Tadeo Jones y el Manuscrito Perdido
- Taiheiyou no Arashi: Shijousaidai no Gekisen Normandy Koubousen - J
- Taiko No Tatsujin: Drum Session!
- Tales from the Borderlands
- Tales of Berseria
- Tales of Vesperia - Definitive Edition
- Tales of Zestiria
- Team Sonic Racing
- Teenage Mutant Ninja Turtles: Mutants in Manhattan
- Terraria
- Tearaway Unfolded
- Tekken 7
- Tempest 4000
- Teslagrad
- The 25th Ward: The Silver Case
- The American Dream
- The Idolm@ster: Platinum Stars - J (Exclu)
- The Idolm@ster: Stella Stage - J
- The Amazing Spider-Man 2
- The Binding of Isaac: Afterbirth +
- The Book of Unwritten Tales 2
- The Coma: Recut
- The Count Lucanor
- The Crew
- The Crew: Wild Run
- The Crew Ultimate Edition
- The Crew 2
- The Dark Pictures Anthology: Man of Medan
- The Dwarves
- The Edge Of Time
- The Elder Scrolls Online: Tamriel Unlimited
- The Elder Scrolls Online: Gold Edition
- The Elder Scrolls Online: Morrowind
- The Elder Scrolls V: Skyrim – Special Edition
- The Escapists
- The Escapists: The Walking Dead
- The Escapists 2
- The Evil Within
- The Evil Within 2
- The Jackbox Party Pack
- The Golf Club Collector's Edition
- The Golf Club 2
- The Inner World: The Last Wind Monk
- The Inpation (PSVR)
- The King of Fighters XIV
- The Last Guardian (Exclu)
- The Last of Us Remastered (Exclu)
- The Last of Us Part II (Exclu)
- The Legend of Heroes: Trails of Cold Steel - Thors Military Academy 1204
- The Legend of Heroes: Trails of Cold Steel II - The Ereborian Civil War
- The Legend of Heroes: Trails of Cold Steel III
- The Legend of Heroes: Trails of Cold Steel IV - The End of Saga
- The Lost Child
- The Nonary Games
- The Order: 1886 (Exclu)
- The Outer Worlds
- The Peanuts Movie: Snoopy's Grand Adventure
- The Pinball Arcade (en)
- The Pinball Arcade Season 2
- The Raven Remastered
- The Seven Deadly Sins: Knights of Britannia
- The Sexy Brutale
- The Surge
- The Surge 2
- The Silver 2425
- The Silver Case
- The Talos Principle: Deluxe Edition
- The Technomancer
- The Town of Light
- The Voice
- The Walking Dead
- The Walking Dead: The Telltale Series Collection
- The Walking Dead : Saison 2
- The Walking Dead: A New Frontier
- The Walking Dead : L'Ultime Saison
- The Witch and the Hundred Knight: Revival
- The Witch and the Hundred Knight 2 - J
- The Witcher 3: Wild Hunt
- The Witcher 3: Wild Hunt - Game of the Year Edition
- The Wolf Among Us
- theHunter: Call of the Wild
- Thief
- Theseus (PSVR)
- This Is the Police
- This Is The Police 2
- This War Of Mine: The Little Ones
- Tiny Troopers Joint Ops
- Titanfall 2
- Titan Quest
- To aru Majutsu no Virtual-On - J
- Toki Tori 2+
- Tokyo 42
- Tokyo Twilight Ghost Hunters: Daybreak Special Gigs
- Tokyo Xanadu eX+
- Tom Clancy's Ghost Recon Wildlands
- Tom Clancy's Ghost Recon Breakpoint
- Tom Clancy's Rainbow Six: Extraction
- Tom Clancy's Rainbow Six: Siege
- Tom Clancy's The Division
- Tom Clancy's The Division 2
- Tomb Raider: Definitive Edition
- Tonari ni Kanojo no Iru Shiawase: Two Farce - J
- Tony Hawk's Pro Skater 1 + 2
- Tony Hawk's Pro Skater 5
- Toren
- Torment: Tides of Numenera
- Touhou Genso Rondo: Bullet Ballet
- Touhou Genso Wanderer
- Touhou Kobuto V: Burst Battle
- Touhou Shinpiroku: Urban Legend in Limbo. - J
- Toukiden Kiwami (en)
- Toukiden 2
- Tour de France 2015
- Tour de France 2016
- Tour de France 2017
- Tour de France 2018
- Tower of Guns
- Toy Soldiers: War Chest
- TrackMania Turbo
- Transport Giant
- Transference (PSVR)
- Transformers: Devastation
- Transformers: Rise of the Dark Spark
- Trials Fusion
- Trials Fusion: The Awesome Max Edition
- Trials Rising
- Trials of Mana
- Tricky Towers
- Trine
- Trine 2
- Trine 3: The Artifacts of Power
- Trine 4: The Nightmare Prince
- Tropico 5
- Tropico 5: Complete Collection
- Tropico 6
- Troll and I
- Trove
- Tsuihou Senkyo - J
- TT Isle of Man: Ride on the Edge
- Tumblestone

## U
- Umbrella Corps
- Unbox: Newbie's Adventure
- Uncharted: Drake's Fortune Remastered (Exclu)
- Uncharted: The Lost Legacy (Exclu)
- Uncharted: The Nathan Drake Collection (Exclu)
- Uncharted 2: Among Thieves Remastered (Exclu)
- Uncharted 3: L'Illusion de Drake Remastered (Exclu)
- Uncharted 4: A Thief's End (Exclu)
- Under Night In-Birth Exe:Late[cl-r]
- Under Night In-Birth Exe:Late[st]
- Undertale
- UnEpic
- Until Dawn (Exclu)
- Until Dawn: Rush of Blood (PSVR) (Exclu)
- Ultimate Marvel vs. Capcom 3
- Ultimate VR Collection (Exclu)
- Utawarerumono: Mask of Deception
- Utawarerumono: Mask of Truth
- Utawarerumono Zan - J

## V
- V! Yuusha no Kuse ni Namaikida R - J (PSVR)
- Valentino Rossi: The Game
- Valhalla Hills: Definitive Edition
- Valkyria Chronicles Remastered (Exclu)
- Valkyria Chronicles IV - J (Exclu)
- Valkyria Revolution (Exclu)
- Vampyr
- Vegas Party
- Velocity 2X: Critical Mass Edition
- Vesta
- Vikings: Wolves of Midgard
- Victor Vran: Overkill Edition
- VR Karts (PSVR)
- V-Rally 4

## W
- Warhammer 40,000: Deathwatch
- Warhammer 40,000: Eternal Crusade
- Warhammer 40,000: Inquisitor - Martyr
- Warriors All Stars
- Warriors Orochi 3 Ultimate
- War Thunder: Ground Forces
- Warhammer: Chaosbane
- Warhammer: End Times - Vermintide
- Wasteland 2: Director's Cut
- Watch Dogs
- Watch Dogs 2
- Watch Dogs Legion
- We Happy Few
- We Sing Pop!
- Werewolves Within VR
- Wheel of Fortune and Jeopardy!
- White Day: A Labyrinth Named School
- Wild Guns: Reloaded
- Winning Post 8 2016 - J
- Winning Post 8 2017 - J
- Winning Post 8 2018 - J
- WipEout: Omega Collection (Exclu)
- Wizard of Legend
- Wolfenstein: The New Order
- Wolfenstein: The Old Blood
- Wolfenstein II: The New Colossus
- Wolfenstein Yougblood Edition Deluxe
- Wonder Boy: Asha in Monster World
- Wonder Boy: The Dragon's Trap
- World End Syndrome - J
- World of Final Fantasy
- Worlds of Magic: Planar Conquest
- World War Z
- Worms Battlegrounds
- Worms WMD
- World to the West
- WRC 5
- WRC 5 eSport Edition
- WRC 6
- WRC 7
- WRC 8
- Wreckfest Drive hard. die last.
- WWE 2K15
- WWE 2K16
- WWE 2K17
- WWE 2K18
- WWE 2K19
- WWE 2K20
- WWE 2K Battlegrounds
- WWE 2K22
- WWE 2K23
- WWE 2K24

## X
- XCOM 2
- Xuan-Yuan Sword: The Gate of Firmament

## Y
- Yahari Game demo Ore no Seishun Love Kome wa machigatteiru & Zoku Omatome Set - J
- The Yakuza Remastered Collection (Exclu)
- Yakuza 0
- Yakuza 3 - J
- Yakuza 4 - J
- Yakuza 5 - J
- Yakuza 6: The Song of Life
- Yakuza Ishin - J
- Yakuza Kiwami
- Yakuza Kiwami 2
- Yakuza: Like a Dragon
- Yasai Ninja
- Yesterday Origins
- Yomawari: Midnight Shadows
- Yonder: The Cloud Catcher Chronicles
- Yooka-Laylee
- Youtubers Life
- Youtubers Life 2
- Youtubers Life OMG Edition
- Ys VIII: Lacrimosa of Dana
- Ys IXː Monstrum Nox
- Ys: Memories of Celceta Kaï
- Ys Origin
- Ys X: Nordics

## Z
- Zanki Zeroː Last Beginning
- Zenith
- Zero Time Dilemma
- Zettai Kaikyuu Gakuen ~Eden with roses and phantasm~ - J
- Ziggurat
- Zombi
- Zombie Army 4ː Dead War
- Zombie Army Trilogy
- Zombie Vikings
- Zombieland Double Tap - Road Trip
- Zone of the Endersː The 2nd Runner Mars (PSVR)

- Haut – A
- B
- C
- D
- E
- F
- G
- H
- I
- J
- K
- L
- M
- N
- O
- P
- Q
- R
- S
- T
- U
- V
- W
- X
- Y
- Z

Notes et références
1. ↑  Sorti sous le nom de Biohazard 7: Resident Evil Grotesque Ver. au Japon